# Pierre Subleyras
Pierre Subleyras, född 25 november 1699 i Saint-Gilles-du-Gard, död 28 maj 1749 i Rom, var en fransk målare, verksam under senbarocken och nyklassicismen. Han var gift med den italienska konstnären Maria Felice Tibaldi.

## Biografi
Pierre Subleyras tilldelades år 1727 Prix de Rome och for till Rom året därpå. Efter att ha utfört Kristus i Simons hus blev han invald i Accademia di San Luca. Under de kommande åren hade han bland andra kardinal Silvio Valenti Gonzaga och påve Benedikt XIV som beställare.
Subleyras är representerad vid Louvren i Paris, Museum der bildenden Künste i Leipzig samt Nationalmuseum i Stockholm.

## Målningar
| - Porträtt av Maria Felice Tibaldi. - Påve Benedikt XIV. - Kristus i Simons hus. - Den helige Johannes av Ávila. |

### Webbkällor
- Michel, Olivier. ”Pierre Subleyras” (på franska). Ministère de la Culture. Arkiverad från originalet den 26 maj 2018. https://archive.today/20180526103104/http://www2.culture.gouv.fr/culture/actualites/celebrations/subleyras.htm. Läst 26 maj 2018.